# Galbula cyanicollis
El jacamará cariazul' o jacamar de cuello azul (Galbula cyanicollis) es una especie de ave piciforme de la familia Galbulidae que vive en Sudamérica.

## Descripción
El jacamará cariazul mide entre 19 y 22 cm de longitud. Como los demás jacamarás tiene un pico largo, recto y puntiagudo que en esta especie es de color amarillento. Las partes superiores de su cuerpo son de color verde brillante con irisaciones azules en las mejillas, los laterales de cuello y la nuca. Su píleo y frente son de color pardo grisáceo. Sus partes inferiores son de color rojizo, de tonos más apagados en las hembras. El plumaje de los machos es muy similar al de las hembras de jacamará piquigualdo con las cuales se pueden confundir.

## Distribución y hábitat
Se encuentra en Bolivia, Brasil y Perú.
Su hábitat natural es la selva húmeda tropical de regiones bajas.